# الدروع البشرية في الصراع الإسرائيلي الفلسطيني
يعد الاتهام باستخدام الدروع البشرية موضوعًا شائعًا في الصراع الإسرائيلي الفلسطيني. يستخدمه الجيش الإسرائيلي على نطاق واسع، واتهمت الجماعات المسلحة الفلسطينية (بما في ذلك حماس) بإستخدام المدنيين كدروع بشرية. في شكل مختلف، كثيرًا ما استخدم العديد من النشطاء أنفسهم طوعًا كدروع بشرية؛ لوقف العنف الإسرائيلي ضد الفلسطينيين: ومن بينهم حركة التضامن العالمية، واليساريين الإسرائيليين.
اُتهمت إسرائيل باستخدام دروع بشرية بإجبار المدنيين الفلسطينيين على تعريض أنفسهم للأذى من خلال المشي عبر المباني المشتبه في أنها مفخخة. كما أنها استخدمت في السابق إجراء "الجار"؛ الذي كان يُجبر بموجبه المدنيون الفلسطينيون على محاولة إقناع الأفراد المطلوبين بتسليم أنفسهم للجيش الإسرائيلي. وقد دافعت وزارة الدفاع الإسرائيلية عن هذه الممارسة الأخيرة، ولكن حظرتها المحكمة العليا الإسرائيلية في عام 2005، رغم وجود اتهامات باستخدامها حتى بعد صدور الحكم.
تم اتهام حماس باستخدام الدروع البشرية بشكل استراتيجي من قبل حلف شمال الأطلسي، والأمم المتحدة، والاتحاد الأوروبي، والولايات المتحدة، وإسرائيل، والعديد من الدول الأوروبية. وتضمنت هذه الاستراتيجية إطلاق الصواريخ ووضع البنية التحتية العسكرية في المناطق المدنية، وتهدف إلى استغلال جهود إسرائيل؛ لتقليل الخسائر في صفوف المدنيين والرأي العام الغربي، لوحظ ذلك في صراعات مختلفة، بما في ذلك الحرب على غزة 2008 والحرب على غزة 2014 والحرب الفلسطينية الإسرائية2023. تم الاستشهاد بتكتيك الدروع البشرية هذا كشكل من أشكال "الحرب القانونية" من قبل الناتو، وذلك باستخدام المنصات القانونية والعامة لتحدي الخصوم، وتم تقديمه كتفسير لهجمات إسرائيل على البنية التحتية المدنية. لكن منظمات حقوق الإنسان وجدت أن الاتهامات الموجهة ضد حماس في الصراعات السابقة لا أساس لها من الصحة.
قالت منظمة العفو الدولية إنها لم تجد أي دليل على استخدام حماس للدروع البشرية في حرب 2008-2009 وحرب 2014.

## تعريف
يتطلب القانون الدولي الإنساني: تمييز الأطراف المتحاربة إلى مُحاربِين وغير مُحاربِين– فالأولون يجوز قتلهم بطريقة مشروعة، أما الآخرون فيتمتعون بالحماية. يُشير الدرع البشري إلى وضع شخص غير مقاتل في خط النار، وبالتالي منع استهداف الهدف العسكري المشروع دون الإضرار بشخص غير مقاتل.

## استخدامه من قبل القوات الإسرائيلية
بحسب بتسيلم، استخدم الجيش الإسرائيلي الفلسطينيين بشكل متكرر كدروع بشرية. أصبحت هذه الممارسة سياسة عسكرية خلال الانتفاضة الفلسطينية الثانية، ولم يتم التخلي عنها إلا عندما اعترضت عدالة - المركز القانوني لحماية حقوق الأقلية العربية في إسرائيل- على هذه الممارسة أمام محكمة العدل العليا الإسرائيلية في 2002. ومع ذلك، استمر الجيش الإسرائيلي في استخدام الفلسطينيين في "إجراء الجار"، حيث يتم إجبار الأشخاص؛ الذين يتم اختيارهم بشكل عشوائي على الاقتراب من منازل المُشتبه بهم وإقناعهم بالاستسلام.
وقد قضت المحكمة في أكتوبر/تشرين الأول 2005 "بأن أي استخدام للمدنيين الفلسطينيين أثناء العمليات العسكرية محظور، بما في ذلك 'إجراءات الإنذار المسبق'". وفقًا لبتسيلم، تشير التقارير إلى أن هذه الممارسة استمرت رغم ذلك، في العمليات العسكرية مثل عملية الرصاص المصبوب، وعملية الجرف الصامد، و"لم يتم التحقيق في الغالبية العظمى من هذه التقارير مطلقًا، وتلك التي لم تُسفر عن اتخاذ أي إجراء آخر".
يشير نيفي جوردون ونيكولا بيروجيني، في دراستهما لهذه الظاهرة، إلى أن المواطنين الإسرائيليين في المناطق المكتظة بالسكان مثل تل أبيب؛ لا يتم التحدث عنهم أبدًا كدروع بشرية؛ عندما تُطلق حماس الصواريخ باتجاه قيادة الدفاع الإسرائيلية الواقعة في وسط تلك المدينة، في حين يتم تصوير الفلسطينيين في غزة كدروع بشرية؛ عندما تُطلق إسرائيل الصواريخ أو القنابل على مدن ذات كثافة سكانية متساوية مثل غزة.

### 1948-1967
خلال احتلال إسرائيل لقطاع غزة في الفترة 1956-1957 (كجزء من العدوان الثلاثي)، قامت القوات الإسرائيلية بتفتيش منازل الفدائيين الفلسطينيين المُشتبه بهم بحثًا عن أسلحة أو مخابئ أو مقاتلين مختبئين. لأن هذه المنازل يمكن أن تحتوي على أفخاخ مفخخة أو قناصة؛ ينتظرون الجنود الإسرائيليين، ومن ثم سيقومون باستخدام الأطفال الفلسطينيين كدروع بشرية.

### الانتفاضة الثانية
أفاد مسؤولون إسرائيليون أن الجيش الإسرائيلي استخدم إجراء "الدرع البشري" في 1200 حادثة خلال الانتفاضة الفلسطينية الثانية (2000-2005)، وفي حادثة واحدة فقط أصيب مدني فلسطيني بأذى. ومن الأمثلة على ذلك: تقييد صبي فلسطيني يبلغ من العمر 12 عاما بمركبة مدرعة إسرائيلية. ذكر المسؤولون الإسرائيليون أن هذا الإجراء أدى إلى مقتل درع بشري فلسطيني واحد "فقط".

### خلال الحرب والإبادة الجماعية على الفلسطينيين 2023-الآن
إستخدم الجنود الإسرائيليون الفلسطينيين كدروع بشرية بشكل ممنهج، بحلول أكتوبر 2024، قامت ما لا يقل عن 11 وحدة من الجيش الإسرائيلي باستخدام الدروع البشرية في خمس مدن في غزة، غالبًا بدعم من ضباط المخابرات الإسرائيلية. استخدم الجيش الإسرائيلي المعتقلين الفلسطينيين، بمن فيهم الأطفال، ليكونوا في الواجهة امام الخطر، بما فيها أنفاق أو مباني مهدمّة يُعتقد أن المسلحين الفلسطينيين قد نصبوا فيها كمائن أو فخاخًا متفجرة. وصف العديد من الفلسطينيين إحتجازهم من قبل إسرائيل واستخدامهم كدروع بشرية، كمان أكّد جنود إسرائيليون شاركوا فيه أو شهدوه وصفوه بأنه ممارسة روتينية.
كتب المحلل الإسرائيلي عاموس هاريل في صحيفة هآرتس الإسرائيلية في تقريره عن هذه الممارسة بالإضافة عن عمليات قتل عشوائية للمدنيين، وإحراق المنازل بلا مبرر، والاعتداءات الجنسية وتعذيب الأسرى، كما قال مايكل ن. شميدت، الباحث في القانون الدولي، إنه لا يعرف أي جيش آخر في العقود الأخيرة استخدم المدنيين أو أسرى الحرب كدروع بشرية.

###### توثيقات
- وثّقت الحركة الدولية للدفاع عن الأطفال أن الجيش الإسرائيلي استخدم عدة أطفال كدروع بشرية في منطقة التفاح بمدينة غزة في 27 ديسمبر 2023، حيث تم احتجاز 50 فلسطينيًا، بينهم أطفال. أفاد شقيقان يبلغان من العمر 12 و13 عامًا أن الجنود الإسرائيليين أجبروهم على خلع ملابسهم، وقيدوا أيديهم، وأجبروهم على المشي أمام الدبابات الإسرائيلية. وذكر الشقيق الأصغر أنه تعرض للصفع والركل والضرب من قبل الجنود.[25][26]
- في مايو 2024، أفادت الحركة الدولية للدفاع عن الأطفال بأن القوات الإسرائيلية استخدمت ثلاثة أطفال فلسطينيين، تتراوح أعمارهم بين 12 و14 عامًا، كدروع بشرية في حوادث منفصلة في طولكرم. كما وثق تقرير للأمم المتحدة خمس حالات استخدمت فيها القوات الإسرائيلية أطفالًا فلسطينيين كدروع بشرية في الضفة الغربية منذ 7 أكتوبر.[27]
- في 16 يناير 2024 أظهر فيديو جنديًا إسرائيليًا يسير في الشارع ويضع بندقيته على كتف صاحب متجر فلسطيني في قرية دورا بالضفة الغربية، ووصف الرجل كيف استخدمه جنود الجيش الإسرائيلي كدرع بشري لتجنب رشقهم بالحجارة.[28]
- في 22 يونيو 2024، نُشر مقطع فيديو يُظهر فلسطينيًا مصابًا، مجاهد عبادة (23 عامًا)، مربوطًا على غطاء محرك سيارة جيب إسرائيلية أثناء سيرها عبر جنين. أفاد شهود عيان بأن الجيش الإسرائيلي عرض الرجل المصاب في الشوارع قبل تسليمه لسيارة إسعاف تابعة للهلال الأحمر الفلسطيني.[29]
- في أغسطس 2024، قُتل فلسطيني أجبر على العمل كدرع بشري على يد قائد إسرائيلي في خان يونس.[30]
- في 28 أغسطس، خلال غارة في طولكرم، قامت قوات الإحتلال الإسرائيلي باستخدم الطفلة ملاك شهاب (10 سنوات) كدرع بشري في مخيم نور شمس. وأُجبرت امرأة وأربعة أطفال على مغادرة منزلهم، بينما أُجبرت الطفلة على فتح أبواب منزل عمتها تحت تهديد كلب عسكري غير مكمم.[31]
- في نوفمبر 2024، وثّقت الحركة الدولية للدفاع عن الأطفال ثلاث حوادث منفصلة بين 15 و20 أكتوبر استخدم فيها الجيش الإسرائيلي عائلات فلسطينية بأطفال صغار كدروع بشرية خلال هجماته على مخيم جباليا والمستشفى الإندونيسي.[32]

- في 16 فبراير 2025، وثّق تقرير أن لواء القوات الإسرائيلية "ناحال" استخدم رجلاً فلسطينيًا مسنًا يبلغ من العمر 80 عامًا كدرع بشري في غزة لمدة 8 ساعات، حيث تم تقييده بحبل متفجر حول رقبته وتهديده بتفجير رأسه.[33][34]

#### تحقيقات وشهادات
كشف تحقيق أجرته صحيفة هآرتس، استنادًا إلى شهادات العديد من الجنود الإسرائيليين، أن المراهقين والبالغين الفلسطينيين يُستخدمون بانتظام كدروع بشرية لاستكشاف شبكة الأنفاق في غزة. يُطلق عليهم الجنود الإسرائيليون اسم "الشواشيم"، حيث يتم إجبارهم على ارتداء ملابس تشبه ملابس الجنود الإسرائيليين، معصوبي الأعين ومقيدي الأيدي، ويتم تزويدهم بكاميرا فيديو قبل إرسالهم إلى المنازل والأنفاق التي يُعتقد أن مقاتلي حماس يختبئون فيها. في بعض الحالات، أجبر الجيش الإسرائيلي حتى الرجال الفلسطينيين المسنين على أداء هذه المهمة.
في أكتوبر 2024، نشرت السي إن إن، أن الاستخدام الإسرائيلي للفلسطينيين كدروع بشرية كان واسع الانتشار في قطاع غزة، استنادًا إلى شهادات مدنيين وجنود إسرائيليين. وفي نوفمبر 2024، عزز تحقيق نشرته الواشنطن بوست ذلك، حيث أكد شهود عيان وضحايا، إضافة إلى جندي إسرائيلي، أن قوات الإحتلال الإسرائيلية دفعت المدنيين الفلسطينيين كدروع بشرية ليجنبوا الخطر عن أنفسهم.
أظهرت صور الأقمار الصناعية أن الجيش الإسرائيلي استخدم مدرسة في قرية جحر الديك ومستشفى الصداقة التركي-الفلسطيني كمراكز عسكرية، مما أثار استنكار الحكومة التركية.